# Franz von Pentz
Franz Heinrich Friedrich von Pentz (* 30. Oktober 1850 in Gremmelin, heute Ortsteil von Lalendorf; † 22. November 1908 in Teterow) war ein deutscher Jurist, Bürgermeister und Abgeordneter.

## Biografie
Franz von Pentz entstammte dem mecklenburgischen Uradelsgeschlecht von Pentz. Er war eines von 11 Kindern und der vierte Sohn des Domänenrats Gotthard von Pentz (1798–1878) auf Gremmelin und dessen Frau Marie, geb. von Hafften (1818–1879). Nach dem Besuch der Domschule Güstrow bis zum Abitur und Kriegsdienst im Deutsch-Französischen Krieg 1870/71 studierte er Rechtswissenschaft an der Universität Rostock, Universität Leipzig, Universität München und ab Wintersemester 1873/74 wieder Rostock.
1875 bestand er sein Examen in Rostock und wurde zum Dr. jur. promoviert. Nach bestandenem Richterexamen 1879 wurde er Amtsrichter im Fürstentum Ratzeburg.
1880 wurde er Bürgermeister in Teterow. Hier blieb er bis an sein Lebensende. 1905 konnte er sein 25-jähriges Amtsjubiläum feiern. In seiner Amtszeit entstand das Krankenhaus, das Schlachthaus, eine Mühle, die Zuckerfabrik, mehrere Molkereien, diverse Straßen, die Post, das Kurhaus sowie die Bürgerschule, die Realschule, die Turnhalle und die Kleinkinderschule auf dem Schulkamp errichtet. Er vertrat die Stadt auf den ständischen Landtagen in Mecklenburg. Sein erhaltenes Wohnhaus steht in der Bahnhofstraße 9 (nach alter Zählung 8).
Seit 1883 war er Mitglied des Vereins für mecklenburgische Geschichte und Altertumskunde.
Franz heiratete am 25. März 1884 in Ludwigslust Emma Behncke (1851–1911), mit der er folgende Kinder hatte:
- Albrecht (* 1885)
- Werner (1886–1888)
- Magdalene (1889–1979) ⚭ 1914 Edgar von Rott (1884–1942)
- Gertrud (1891–1892)
- Volrad (1893–1893)

Sein Grab ist auf dem Friedhof St. Georg.

## Ehrungen
Die Von-Pentz-Allee in Teterow erhielt seinen Namen.